# Manuel Escárcega
General Manuel Escárcega fue un militar mexicano que participó en la Revolución mexicana. Nació en Guanaceví, Durango. Trabajó en las minas de Parral, Chihuahua. En 1910 se unió al movimiento maderista al lado de Francisco Villa, y más tarde formó parte de su escolta de "Dorados". Murió en agosto de 1916 en la hacienda de Valsequillo, Chihuahua, tras un combate con las fuerzas de la Expedición Punitiva de John J. Pershing.